# Combe Froide
La Combe froide (pron. fr. AFI: [kɔ̃b fʁwad]; in patois valdostano, Coumba freida o Coumba fréde) è una regione della Valle d'Aosta, comprendente la Valpelline, la Valle del Gran San Bernardo e la val di Bionaz.

## Toponimo
In lingua francese, il toponimo significa valle fredda o conca fredda, a causa del clima particolarmente rigido di queste tre vallate.

## Geografia
La Combe froide comprende, da sud a nord, la Valpelline, la Valle del Gran San Bernardo e la val di Bionaz. Queste due ultime vallate confinano con il Vallese.
Si estende attorno al Grand Combin, anche se la vetta di quest'ultimo è totalmente in Svizzera.

### Fiumi
La Combe froide è solcata dai torrenti Artanavaz e Buthier, entrambi affluenti della Dora Baltea.

### Laghi
- Lago di Place-Moulin

## Eventi
La Combe froide è conosciuta, almeno a livello regionale, per il suo carnevale.
Un museo è dedicato a questo evento nella Meison di carnaval de la Coumba Freida, a Allein.